# 指令 (EU) 2022/2380

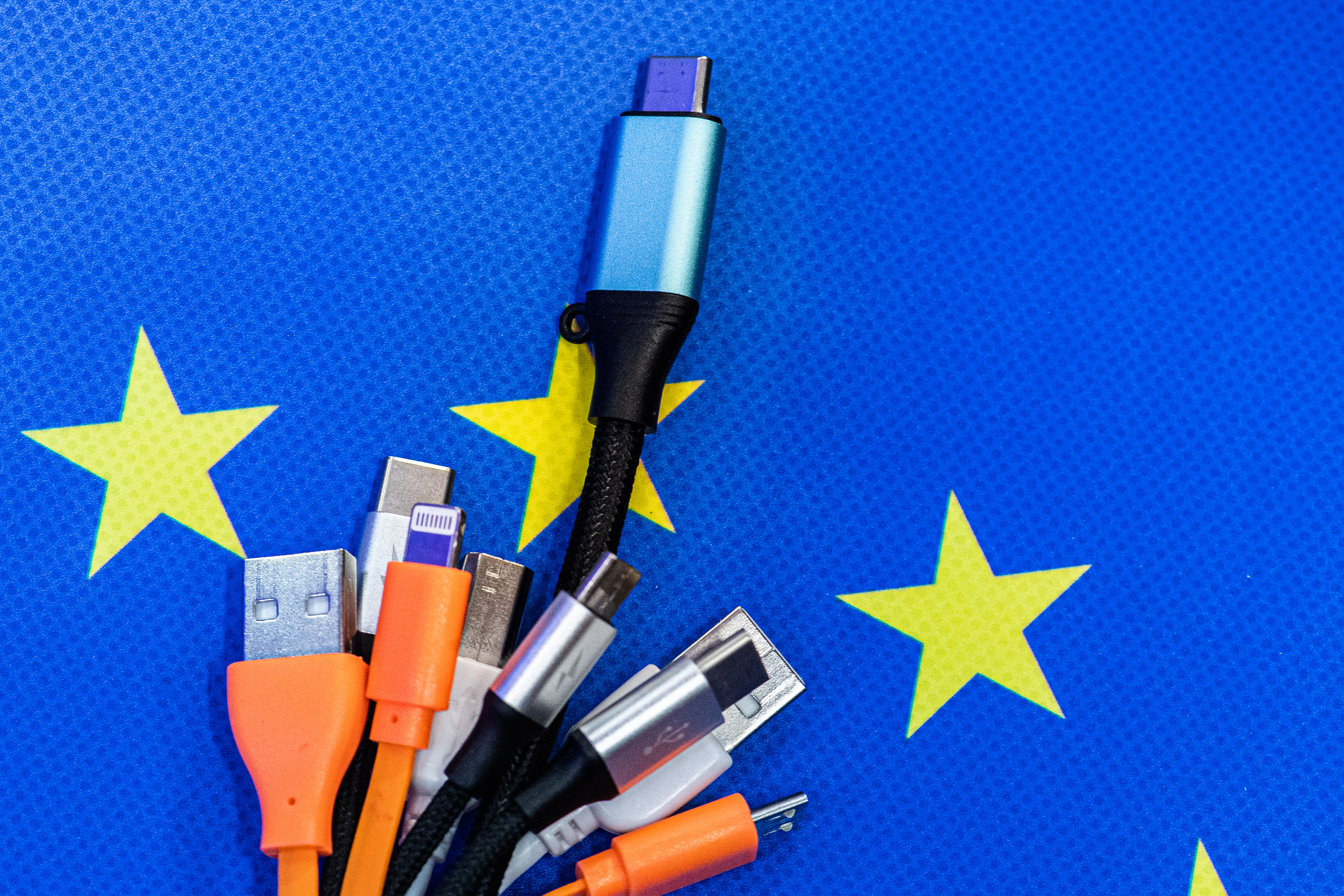
この指令により、2024年以降(ノートパソコンは2026年以降)EU域内に新規流通する携帯用電子機器にはUSB Type-Cへの対応が義務付けられる

指令 (EU) 2022/2380（しれい、英語: Directive (EU) 2022/2380）は、2022年に発効された、無線機器指令 2014/53/EUを改正する欧州連合（EU）の指令である。EU域内に新規流通する電子機器にUSB Type-Cへの対応を義務付ける指令であることから、日本のメディアからは「USB Type-C統一法（ユーエスビータイプシーとういつほう）」「USB-C統一法」「充電端子統一法（じゅうでんたんしとういつほう）」と呼ばれている。

## 概要
この指令は、携帯用電子機器の充電関連規格を統一することが目的である。欧州委員会によると、消費者の38％が充電器の端子が合わずに携帯電話を充電できなかったなどの問題を経験しているといい、この指令により手持ちの充電器を再利用でき、不要な充電器を購入せずに済むことから、年間2億5,000万ユーロの節約になり、年間約1,000トンの電子廃棄物の削減にもつながるとしている。
この指令により統一される規格は、対象となる電子機器の充電ポートと急速充電技術に関するものである。充電ポートは「USB Type-C」に、急速充電技術は「USB PD」に、欧州規格としてそれぞれ統一され、採用が義務付けられる。なお、ワイヤレス充電は対象ではない。
また、端末本体と充電器をセットで提供することも禁じられる。これは、この指令が充電器周りの「消費者の不便さ」の解消に加えて、「環境に配慮する」という目的も含まれているためである。
この指令の対象となる電子機器は、携帯電話、タブレット端末、デジタルカメラ、ヘッドホン、ヘッドセット、マイク付きヘッドホン、携帯型ゲーム機、携帯用スピーカー、電子書籍リーダー、マウス、キーボード、携帯型ナビゲーションシステム、イヤホン、ノートパソコンである。現状はこういった機器に採用されているUSB Type-C以外の端子はほぼAppleのLightningのみだと考えられることから、この指令を事実上「Lightning狙い撃ち法」だとするメディアもいる。
この指令は欧州委員会が2021年9月23日に提案し、2022年10月4日に欧州議会にて要案可決され、同月24日にEU理事会にて最終承認された。その後、同年12月7日に欧州連合官報に掲載され、その20日後の12月27日に発効された。ノートパソコン以外は2024年12月28日から、ノートパソコンは2026年4月28日から対応が義務化され、その後はEU域内においてUSB Type-Cに対応しない全ての携帯用電子機器の新規流通が禁止される。

## 企業の反応
当時自社の発売するスマートフォン（iPhoneシリーズ）にUSB Type-CではなくLightningを採用し続けていたAppleは、2021年に「1種類のコネクタのみを義務付ける厳しい規制は、イノベーションの奨励どころか阻害につながり、その結果ヨーロッパはおろか世界の消費者に対して害を与えるのではないかと懸念している。」と指令に反対する声明を出していたが、最終承認後の2022年には「従うしかない。それ以外の選択肢はない」と譲歩する姿勢を示した。そして、2023年に発表された自社のスマートフォン、iPhone 15シリーズとiPhone 15 ProシリーズでLightningが廃止され、iPhoneシリーズとして初めてUSB Type-Cが採用された。